# Anarthrophyllum
Genre
Anarthrophyllum est un genre de plantes à fleurs dicotylédones de la famille des Fabaceae (légumineuses), sous-famille des Faboideae, originaire d'Amérique du Sud, qui comprend une quinzaine d'espèces acceptées.
Ce sont des arbustes et arbrisseaux qui se rencontrent dans les formations de broussailles et prairies sèches dans les régions froides des Andes d'Argentine et du Chili, sur sols sablonneux et dans les vallées rocheuses.
Certaines espèces sont utilisées comme plantes fourragères, brise-vent ou pour la production de bois de chauffage.

## Liste d'espèces
Selon The Plant List (19 décembre 2018)
- Anarthrophyllum andicola (Gillies ex Hook. & Arn.) Phil.
- Anarthrophyllum andicolum (Hook. & Arn.) F.Phil.
- Anarthrophyllum burkartii Soraru
- Anarthrophyllum capitatum Soraru
- Anarthrophyllum catamarcense Soraru
- Anarthrophyllum cumingii (Hook. & Arn.) F.Phil.
- Anarthrophyllum desideratum (DC.) Benth.
- Anarthrophyllum elegans (Hook. & Arn.) F.Phil.
- Anarthrophyllum gayanum (A.Gray) B.D.Jacks.
- Anarthrophyllum macrophyllum Soraru
- Anarthrophyllum ornithopodum Sandwith
- Anarthrophyllum patagonicum Speg.
- Anarthrophyllum pedicellatum Soraru
- Anarthrophyllum rigidum (Hook. & Arn.) Hieron.
- Anarthrophyllum strigulipetalum Soraru
- Anarthrophyllum subandinum Speg.